# کوشنر کمپانیز
کوشنر کمپانیز (انگلیسی: Kushner Companies) شرکت املاک و مستغلات آمریکایی است، که در سال ۱۹۸۵ توسط چارلز کوشنر تأسیس شد.